# The Club at Chatham Hills

The Club at Chatham Hills är en golfklubb som ligger i Westfield, Indiana i USA. Golfklubben invigdes 2016.
Golfklubbens golfbana designades av Peter Dye. Den har 18 hål och är totalt 6 789 meter (7 215 yards) och där par är 72.
The Club at Chatham Hills kommer stå som värd för Liv Golf Indianapolis i augusti 2025.